# Fortaleza dos Cavaleiros
Fortaleza dos Cavaleiros (em francês: Krak des Chevaliers ou Crac des Chevaliers); em árabe: حصن الفرسان), também chamada Fortaleza dos Curdos (em árabe: حصن الأكراد‎; romaniz.: Ḥoṣn al-Akrād) e Fortaleza do Hospital (em francês: Crac de l'Ospital), é um castelo cruzado na Síria e um dos mais importantes castelo medievais preservados. O sítio foi ocupado pela primeira vez no século XI por um assentamento de tropas curdas aquarteladas lá pelos mirdássidas do Emirado de Alepo. Como resultado, foi conhecido como Fortaleza dos Curdos. Em 1142, foi dado pelo conde Raimundo II aos hospitalários. Ficou sob controle deles até sua queda em 1271, pelo que ficou conhecido como Fortaleza do Hospital; o nome Fortaleza dos Cavaleiros foi cunhado no século XIX.
Os cavaleiros começaram a reconstruí-lo nos anos 1140 e concluíram as obras cerca de 1170, quando um terremoto danificou-o. A ordem controlou alguns castelos junto a fronteira do Condado de Trípoli, fundado após a Primeira Cruzada, e a Fortaleza dos Cavaleiros estava entre os mais importantes e agiu como centro de administração e base militar. Após uma segunda fase de construção realizada no século XIII, tornou-se um castelo concêntrico. Essa fase criou a muralha exterior e deu ao castelo sua aparência atual. A primeira metade do século foi descrita como sua "Idade de Ouro". No seu zênite, abrigou uma guarnição de cerca de 2 000 cavaleiros. Tamanha guarnição permitiu aos hospitalários coletar tributo de ampla área. Desde os anos 1250, a sorte dos hospitalários acabou e em 1271 o sultão Baibars capturou-a após cerco de 36 dias, supostamente através de uma carta forjada que parecia ser do grão-mestre dos hospitalários, levando à rendição dos cavaleiros.
O interesse renovado nos castelos cruzados no século XIX levou à sua investigação, e planos arquitetônicos foram feitos. No fim do século XIX ou início do XX, um assentamento foi criado dentro dela, causando danos à estrutura. Os 500 locais foram removidos em 1933 e a fortaleza foi dado à França, que encabeçou programa de limpeza e restauração. Quando a Síria tornou-se independente em 1946, assumiu o controle. Hoje, uma vila chamada Hucém existe no entorno e tem população de cerca de 9 000 pessoas. A fortaleza está situada cerca de 40 quilômetros a oeste de Homs, perto da fronteira com o Líbano, e faz parte da província de Homs. Desde 2006, ela a Fortaleza de Saladino foram reconhecidas pela UNESCO como Património Mundial. Foi parcialmente danificado na Guerra Civil Síria por bombardeios e recapturas pelas forças do governo sírio em 2014. Desde então, obras de reconstrução e conservação começaram no sítio. Relatórios da UNESCO e do governo sírio sobre o estado do sítio são produzidos anualmente.

## Etimologia
A palavra árabe moderna para castelo é Kalaa (قلعة‎), mas Krak des Chavaliers é conhecido como Hosn (حصن‎), ou "forte". Isso se deve ao nome da fortificação anterior no mesmo sítio chamada Ḥoṣn al-Akrād (حصن الأكراد‎), "Forte dos Curdos". Foi chamada pelos franceses Le Crat e então, por confusão com karak (fortaleza), Le Crac. Crat foi provavelmente uma versão francesa de Akrad, a palavra para curdos. Após os cavaleiros hospitalários tomarem controle do castelo, tornou-se conhecido como Crac de l'Ospital; o nome Crac des Chevaliers (também escrito Krak des Chevaliers) foi introduzido por Guillaume Rey no século XIX.

## Localização
O castelo fica no topo de uma colina de 650 metros de altura a leste de Tartus, na Síria, na fenda de Homs. Do outro lado da fenda, a 27 quilômetros de distância, encontrava-se o Castelo Gibelacar do século XII (Hicem ibne Acar). A rota através do estrategicamente importante fenda de Homs liga as cidades de Trípoli e Homs. Ao norte do castelo fica a Cordilheira Costeira da Síria, e ao sul o Líbano. A área circundante é fértil, beneficiada por correntes e abundante chuva. Comparado ao Reino de Jerusalém, os outros estados cruzados tinham menos terra adequada à agricultura; porém, os picos de calcário do Condado de Trípoli estavam bem adaptados aos locais defensivos.
Propriedade no Condado de Trípoli, concedida aos cavaleiros na década de 1140, incluía a Fortaleza dos Cavaleiros, as cidades de Rafaneia e Monte Ferrando e o vale do Beca que separava Homs e Trípoli. Homs nunca esteve sob o controle cruzado, então a região ao redor da fortaleza era vulnerável às expedições da cidade. Enquanto sua proximidade causou problemas aos cavaleiros para defender seu território, também significou que Homs estava perto o suficiente para atacarem. Por causa do comando do castelo da planície, tornou-se a base mais importante dos cavaleiros na área.

## História

### Origens e período cruzado

Levante em 1135

De acordo com o historiador árabe do século XIII ibne Xadade, em 1031, o emir mirdássida de Alepo e Homs, Xible Adaulá Nácer, estabeleceu um assentamento de curdos no sítio do castelo, que foi então chamado Hicem Alçafe (Ḥiṣn al-Safḥ). Nácer restaurou-o para ajudar a restabelecer o acesso mirdássida a costa de Trípoli após perderem o vizinho Hicem ibne Acar aos fatímidas em 1029. Por Nácer guarnecê-lo com tropas curdas, ficou conhecido como Fortaleza dos Curdos (Ḥiṣn al-Akrād). Estava estrategicamente situado na borda sul da Cordilheira Costeira e dominou a estrada entre Homs e Trípoli. Quando construindo castelos, engenheiros frequentemente escolheu sítios elevados, como colinas e montanhas, que forneceu obstáculos naturais.
Em janeiro de 1099, na jornada para Jerusalém durante a Primeira Cruzada a companhia de Raimundo IV de Tolosa foi atacada por sua guarnição, que atormentou as forrageiras de Raimundo. No dia seguinte, Raimundo marchou sobre o castelo e o encontro abandonado. Os cruzados brevemente ocuparam o castelo em fevereiro no mesmo ano, mas abandonado quando continuaram sua marcha para Jerusalém. A ocupação permanente começou em 1110, quando Tancredo da Galileia controlou-o. O primeiro castelo era substancialmente diferente do atual e nenhum traço do primeiro castelo sobreviveu no sítio.
As origens da ordem dos Cavaleiros Hospitalários são incertas, mas provavelmente emergiu em torno dos anos 1070 em Jerusalém. Começou como uma ordem religiosa que cuidava dos doentes, e depois protegeu os peregrinos da Terra Santa. Após o sucesso da Primeira Cruzada em capturar Jerusalém em 1099, muitos cruzados doaram sua nova propriedade no Levante ao Hospital de São João. As primeiras doações foram ao recém-formado Reino de Jerusalém, mas com o tempo a ordem estendeu suas possessões ao Condado de Trípoli e o Principado de Antioquia. A evidência sugere que nos anos 1130, a ordem se militarizou quando Fulque de Jerusalém conferiu o castelo recém-construído de Bete-Gibeline à ordem em 1136. Uma bula papal emitida entre 1139 e 1143 pode indicar a ordem contratando pessoas para defender os peregrinos. Havia também outras ordens militares, como os Cavaleiros Templários, que ofereciam proteção aos peregrinos.

Levante em 1190

Entre 1142 e 1144, o conde Raimundo II (r. 1137–1152), conferiu propriedade no condado à ordem. Segundo o historiador Jonathan Riley-Smith, os hospitalários efetivamente estabeleceram um "palatinado" dentro de Trípoli. A propriedade incluía castelos com os quais os hospitalários deveriam defender o condado. Junto dessa fortaleza, tinham outros quatro castelos junto as fronteiras do Estado, que permitiram a ordem dominar a área. O acordo da ordem com Raimundo afirmou que se não acompanhasse os cavaleiros da ordem na campanha, os espólios pertenciam só à ordem e, se estivesse presente, seria dividido igualmente entre ele e a ordem. Além de que, Raimundo não podia fazer a paz com os muçulmanos sem a permissão dos hospitalários. Eles fizeram da Fortaleza dos Cavaleiros centro de administração de sua propriedade, realizando obras no castelo que fariam-o uma das fortificações cruzadas mais elaboradas do Levante.
Após adquirir o sítio em 1142, começaram a construir um novo castelo para substituir a antiga fortificação curda. A obra durou até 1170, quando um terremoto danificou o castelo. Uma fonte árabe cita que o tremor destruiu a capela do castelo, que foi substituída pela atual.  Em 1163, os cruzados foram vitoriosos contra Noradine (r. 1146–1174) na Batalha de Bucaia perto da fortaleza. As secas entre 1175 e 1180 obrigaram os cruzados a assinar uma trégua de dois anos com os muçulmanos, mas sem Trípoli incluído nos termos. Nos anos 1180, raides de cristãos e muçulmanos se tornaram mais frequentes. Em 1180, Saladino se aventurou no Condado de Trípoli, devastando a área. Recusando-se a encontrá-lo numa batalha aberta, os cruzados recuaram à relativa segurança de suas fortificações. Sem capturar castelos, Saladino não conseguiu assegurar controle da área e, assim que se retirou, os hospitalários revitalizaram suas terras danificadas. A Batalha de Hatim em 1187 foi uma derrota desastrosa para os cruzados: o rei de Jerusalém Guido de Lusignan foi capturado, bem como a Vera Cruz, uma relíquia descoberta durante a Primeira Cruzada.

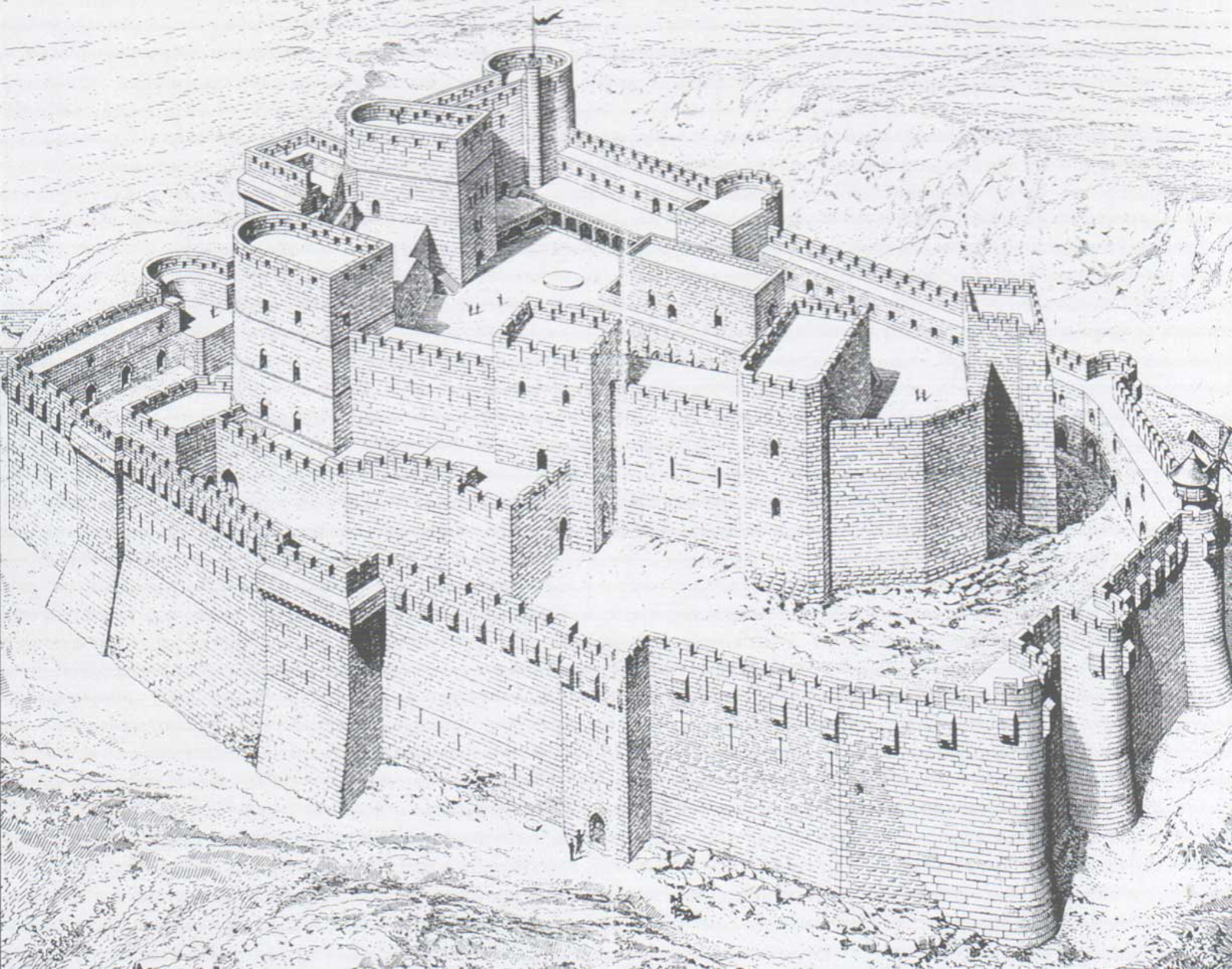
Reconstrução artística do castelo. De Guillaume Rey, Estudo sobre os monumentos da arquitetura militar dos cruzados na Síria e na ilha de Chipre (1871)

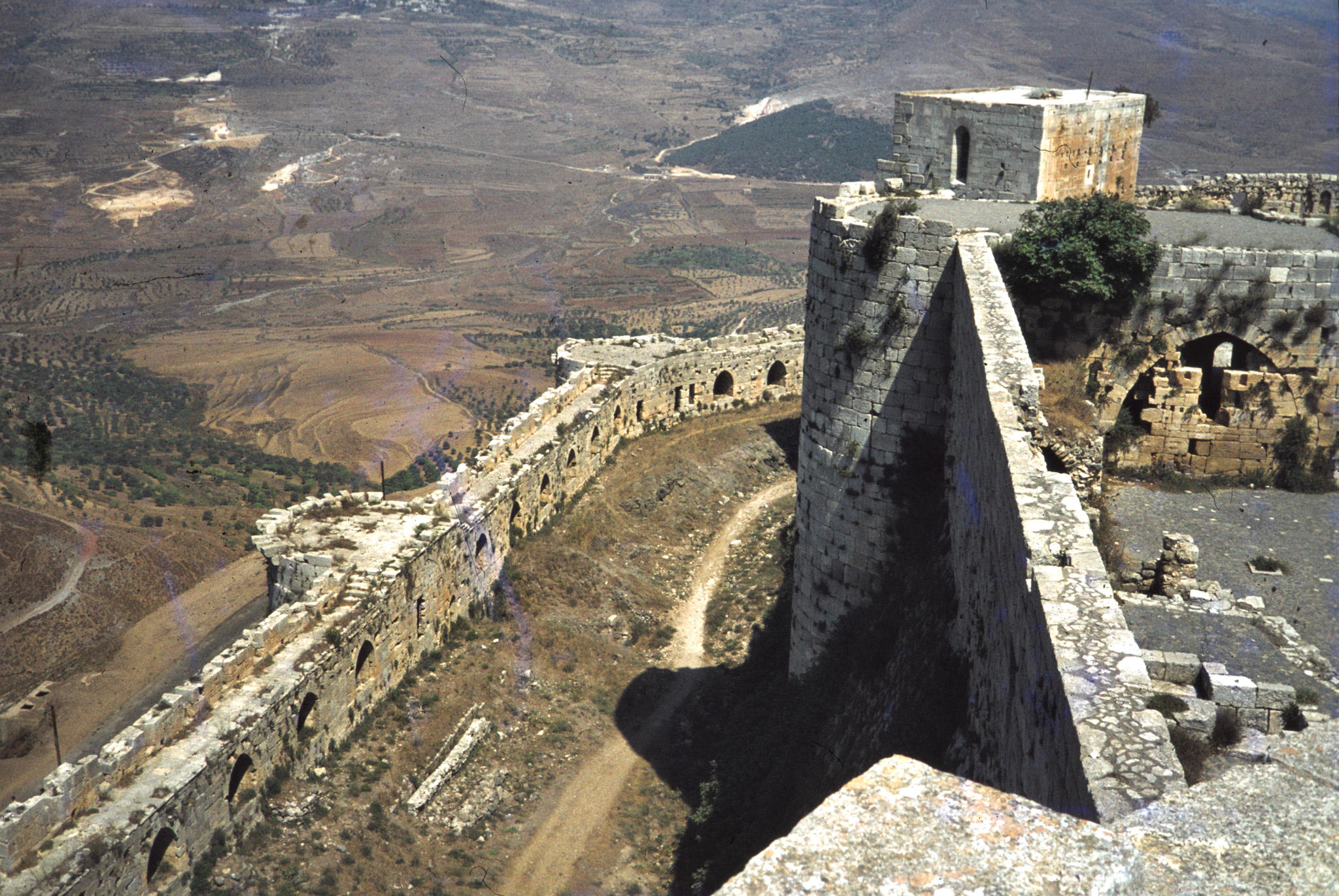
A área entre as muralhas interna e externa é estreita e não servia para acomodação

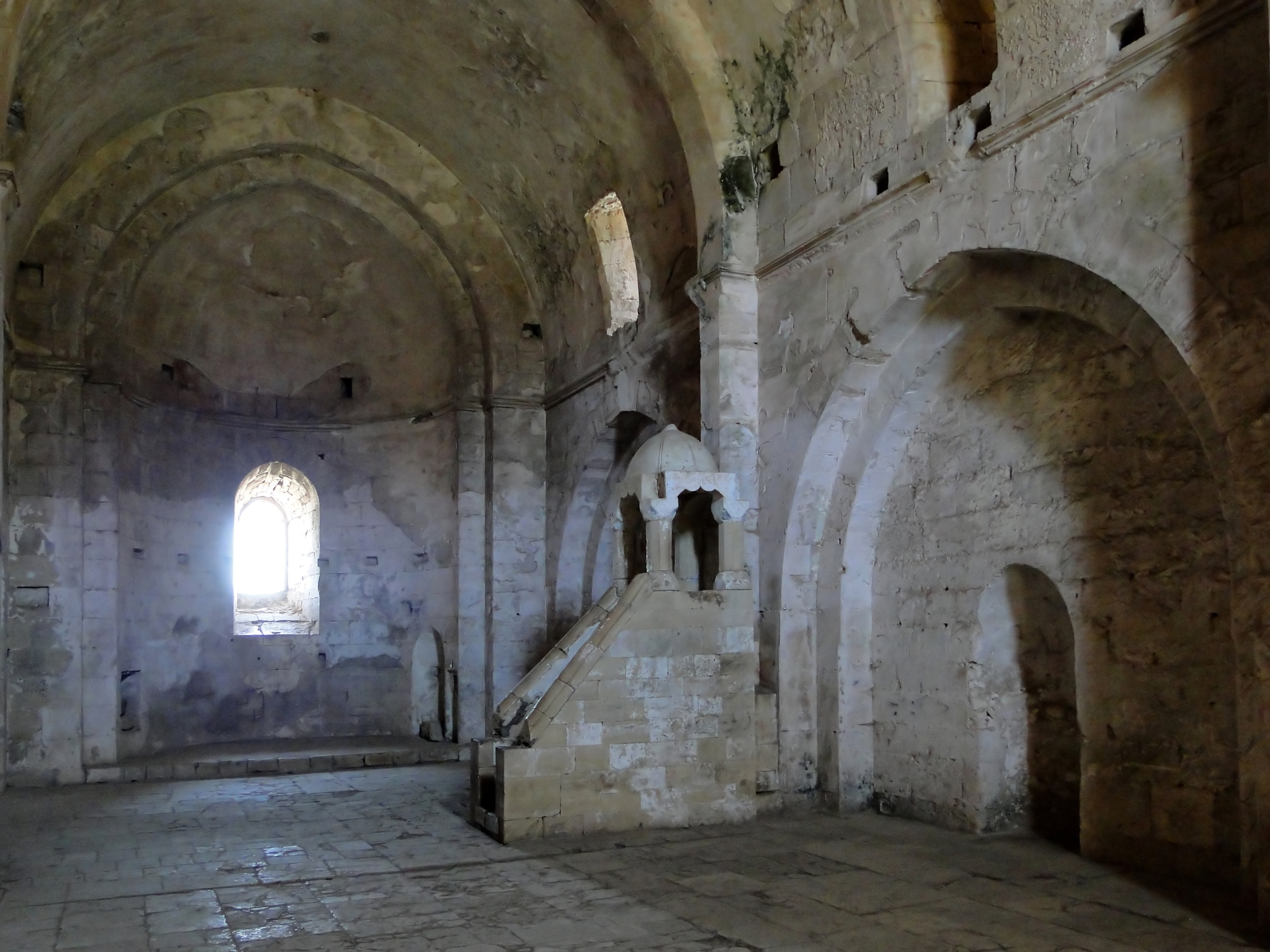
O extremo leste da capela abobadada do castelo

Depois, Saladino ordenou a execução dos cavaleiros templários e hospitalários, dada a importância das duas ordens em defender os Estados cruzados. Após a batalha, os castelos hospitalários de Belmonte, Belvoir e Bete-Gibeline caíram perante os inimigos. Após essas perdas, a ordem focou sua atenção em seus castelos em Trípoli. Em maio de 1188, Saladino liderou um exército para atacar a Fortaleza dos Cavaleiros, mas ao avistar o castelo, decidiu que era muito bem defendido e marchou contra o castelo hospitalário de Margate, que também falhou em capturar. Outro terremoto aconteceu em 1202, e pode ter sido depois deste evento que o castelo foi remodelado. A obra do século XIII foi o último período de construção na Fortaleza dos Cavaleiros e deu a sua aparência atual. Um circuito de pedra envolvente foi construído entre 1142 e 1170; a estrutura anterior tornou-se pátio ou ala interna do castelo. Se houve um circuito de muros ao redor da quadra interna que antecedia as atuais paredes externas, nenhum vestígio dela foi descoberto. A primeira metade do século XIII foi caracterizada como a "Idade de Ouro" da Fortaleza dos Cavaleiros. Enquanto outras fortalezas dos cruzados foram ameaçadas, ela e sua guarnição de 2 000 soldados dominaram o entorno. Foi efetivamente o centro de um principado que permaneceu sob os cruzados até 1271 e foi a única área interior importante a permanecer constantemente sob controle deles no período. Os cruzados que passavam pela área costumavam parar no castelo e provavelmente faziam doações. Rei André II da Hungria visitou-o em 1218 e proclamou-o como castelo "chave das terras cristãs". Ficou tão impressionado que deu renda anual de 60 marcos para o mestre e 40 para os irmãos. Godofredo, tio do célebre cronista João de Joinville, morreu ali em 1203 ou 1204 e foi enterrado na capela do castelo.
Os principais relatos contemporâneos relacionados à fortaleza são de origem muçulmana e tendem a enfatizar o sucesso muçulmano, enquanto negligenciam contratempos contra os cruzados, embora sugiram que os cavaleiros hospitalários forçaram os assentamentos de Hama e Homs a pagar tributo. A situação durou até os sucessores de Saladino guerrearam entre si. A proximidade da fortaleza aos territórios muçulmanos permitiu-lhe assumir um papel ofensivo, atuando como uma base a partir da qual áreas vizinhas poderiam ser atacadas. Em 1203, a guarnição atacou Monte Ferrando (que estava sob controle muçulmano) e Hama, e em 1207 e 1208 os soldados do castelo participaram de um ataque a Homs. Serviu de base para expedições a Hama em 1230 e 1233 depois que o emir se recusou a pagar tributo. O primeiro não teve sucesso, mas o de 1233 demonstrou a importância da fortaleza. Nos anos 1250, a fortuna dos hospitalários deteriorou. Um exército muçulmano estimado em 10 000 homens devastou o campo no entorno do castelo em 1252, após o qual as finanças da ordem declinaram acentuadamente. Em 1268, o mestre Hugo Revel reclamou que a área, antes a casa de cerca de 10 000 pessoas, agora estava deserta e que a propriedade da ordem no Reino de Jerusalém rendia pouco. Também observou que, a essa altura, havia apenas 300 dos irmãos da ordem deixados no leste. No lado muçulmano, em 1260, Baibars ascendeu como sultão do Egito, após derrubar Cutuz, e passou a unir o Egito e a Síria. Como resultado, os assentamentos muçulmanos que antes pagavam tributo aos hospitalários da fortaleza, não mais se sentiam intimidados a fazê-lo.
Baibars invadiu a área ao redor da fortaleza em 1270 e permitiu que seus homens pastassem seus animais nos campos. Ao receber notícias da Oitava Cruzada liderada pelo rei Luís IX de França (r. 1226–1270), partiu para o Cairo para evitar um confronto. Após a morte de Luís em 1271, retornou para lidar com os hospitalários. Antes de marchar contra a fortaleza, o sultão capturou os castelos menores da áreas, incluindo o Castelo Branco. Em 3 de março, o exército chegou na fortaleza. No momento que Baibars apareceu, o castelo já podia estar sendo bloqueado por forças mamelucas por vários dias. Dos três relatos árabes do cerco, apenas um era contemporâneo, o de ibne Xadade, embora não estivesse presente no cerco. Os camponeses que viviam na região fugiram para a fortaleza por segurança e foram mantidos na ala externa. Tão logo Baibars chegou, erigiu manganelas, poderosas armas de cerco que mais tarde vivaria contra a fortificação. Numa provável referência ao subúrbio murado fora da entrada do castelo, ibne Xadade registra que dois dias depois, a primeira linha de defesas caiu para os sitiantes.

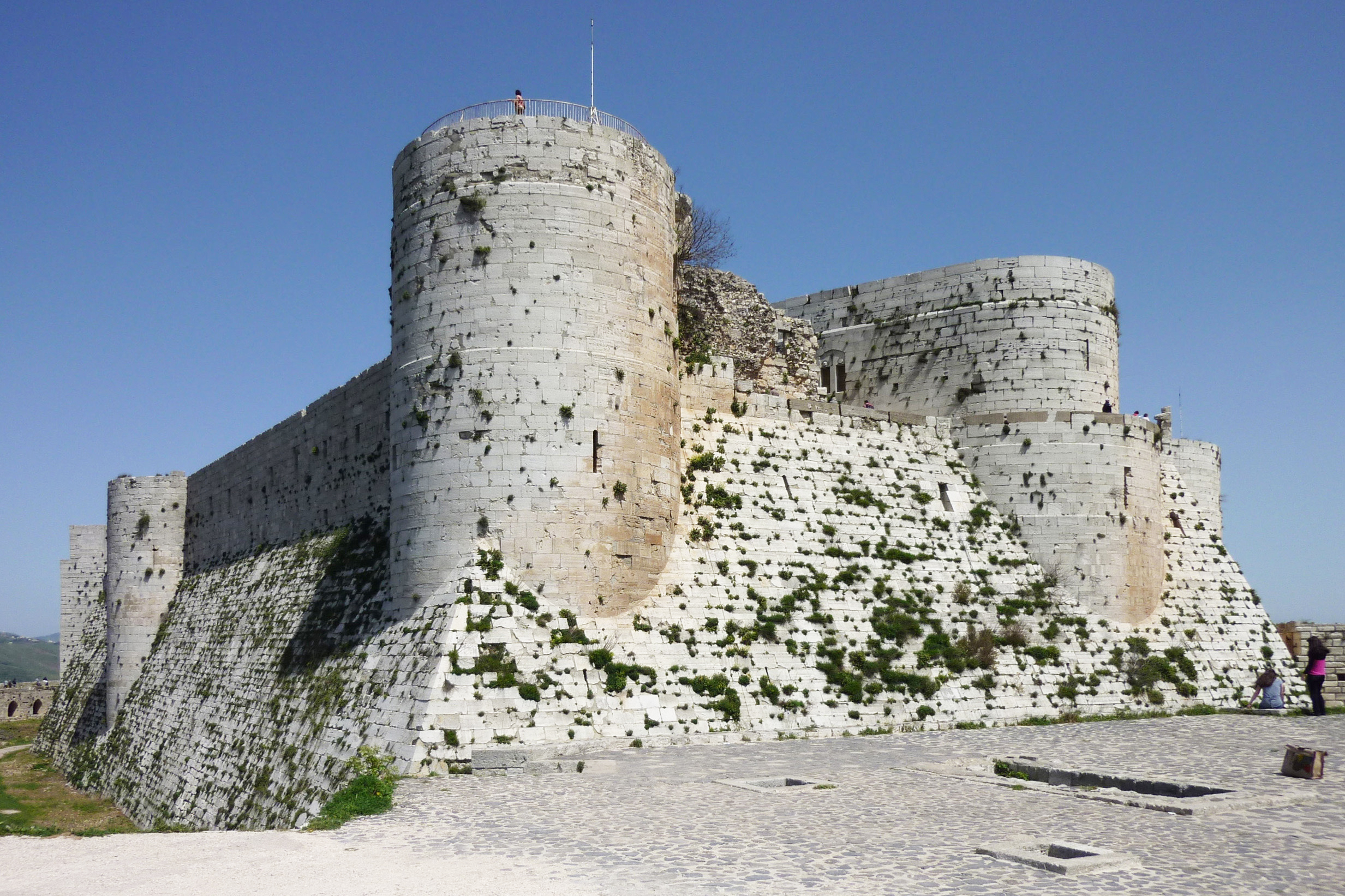
A face sul da ala interna com sua glacis íngreme

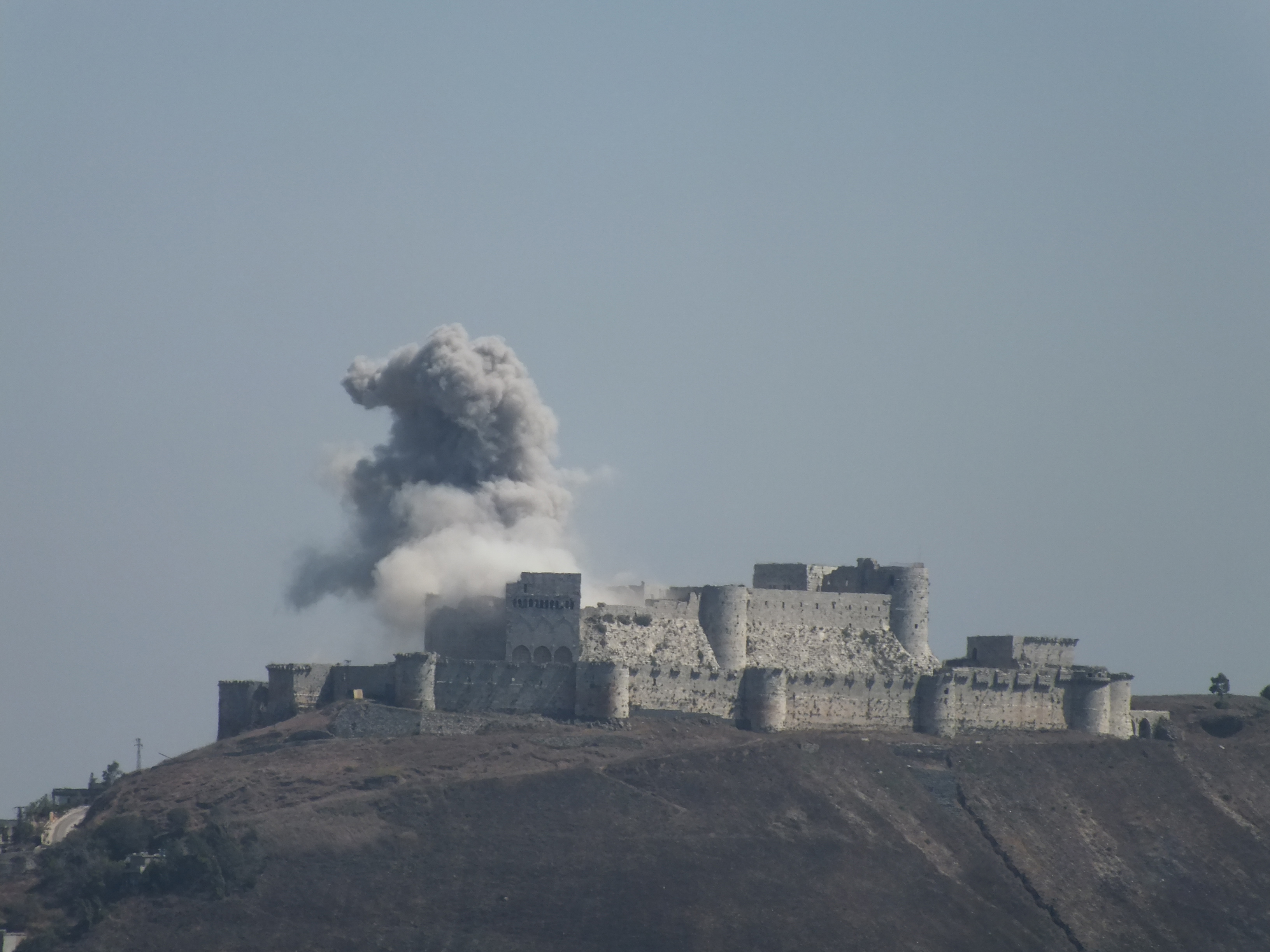
Fumaça vindo do castelo em agosto de 2013, durante a Guerra Civil Síria

A chuva interrompeu o cerco, mas no dia 21 de março, imediatamente ao sul da fortaleza, as tropas de Baibars capturaram uma saída triangular possivelmente defendida por uma paliçada de madeira. Em 29 de março, os atacantes minaram uma torre no canto sudoeste, fazendo com que desmoronasse, após o que atacaram através da brecha. Na ala externa, encontraram camponeses que procuraram refúgio. Embora a ala externa caiu, com um punhado da guarnição morta no processo, os cruzados recuaram à ala interna. Após uma pausa de dez dias, os sitiantes enviaram uma carta à guarnição, supostamente do grão-mestre dos hospitalários em Trípoli, que dava permissão para que se rendessem. Embora a carta fosse uma falsificação, a guarnição capitulou e o sultão poupou suas vidas. Os novos donos do castelo realizaram reparos, concentrados principalmente na ala externa. A capela foi convertida em mesquita e dois mirabes (nichos de oração) foram adicionados ao interior.

### História posterior
Depois que os cruzados foram expulsos da Terra Santa em 1291, a familiaridade europeia com os castelos das cruzadas declinou. Não foi até o século XIX que o interesse pelos edifícios foi renovado, portanto, não há planos detalhados de antes de 1837. Guillaume Rey foi o primeiro pesquisador europeu a estudar cientificamente os castelos cruzados na Terra Santa. Em 1871, publicou Estudos sobre os monumentos da arquitectura militar dos cruzados na Síria e da ilha de Chipre; incluía planos e desenhos dos principais castelos dos cruzados na Síria, incluindo o Fortaleza dos Cavaleiros. Em alguns casos, seus desenhos eram imprecisos, porém, para essa fortaleza registram características que foram perdidas desde então.
Paul Deschamps visitou-a em fevereiro de 1927. Desde que Rey visitou no século XIX, uma vila de 500 pessoas foi estabelecida dentro dela. Novas habitações danificaram-a: abóbadas subterrâneas foram usadas como lixo e as ameias foram destruídas nalguns lugares. Deschamps e o colega arquiteto François Anus tentaram limpar alguns dos detritos; O general Maurice Gamelin designou 60 soldados alauitas para ajudar. Deschamps partiu em março e o trabalho foi retomado quando voltou dois anos depois. A culminação do trabalho de Deschamps foi O Castelo dos Cruzados na Terra Santa I: a Fortaleza dos Cavaleiros de 1934, com planos detalhados de Anus. A pesquisa foi amplamente elogiada, descrita como "brilhante e exaustiva" pelo historiador militar D.J. Cathcart King em 1949 e "talvez o melhor relato da arqueologia e história de um único castelo medieval já escrito" pelo historiador Hugh Kennedy em 1994.

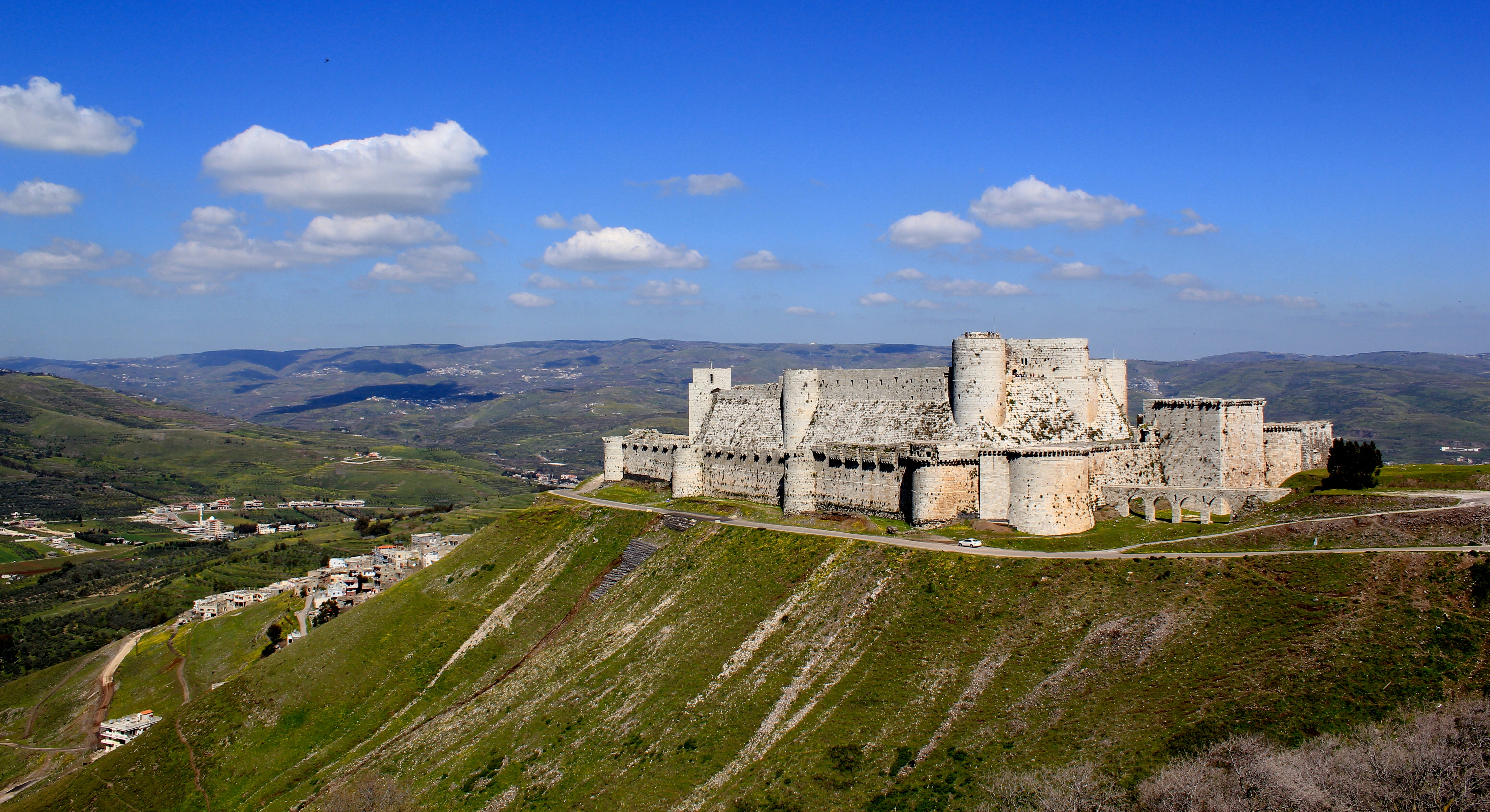
Fortaleza com vista à área circundante

Já em 1929 havia sugestões de que deveria ficar sob controle francês. Em 16 de novembro de 1933, foi entregue à França e cuidada pela Academia de Belas Artes. Os aldeões foram transferidos e receberam 1 milhão de francos em compensação. No duênio seguinte, um programa de limpeza e restauração foi feito por 120 trabalhadores. Finalizado, foi uma das principais atrações turísticas do Levante francês. Pierre Coupel, que havia realizado trabalhos semelhantes na Torre dos Leões e nos dois castelos de Sidom, supervisionou o trabalho. Apesar da restauração, não foram realizadas escavações arqueológicas. O mandato francês da Síria e do Líbano, criado em 1920, terminou em 1946 com a declaração da independência da Síria. A fortaleza foi declarada Patrimônio da Humanidade pela UNESCO, juntamente com a Fortaleza de Saladino, em 2006.
Vários de seus antigos moradores construíram suas casas fora da fortaleza e uma vila chamada Hucém, desde então, se desenvolveu. Muitos dos cerca de 9 000 residentes muçulmanos de Hucém beneficiam-se economicamente do turismo. Durante a Guerra Civil Síria, que começou em 2011, a UNESCO expressou preocupações de que a guerra poderia levar ao dano de importantes locais culturais, como a Fortaleza dos Cavaleiros. Foi relatado que o castelo foi bombardeado em agosto de 2012 pelo Exército Árabe Sírio, e a capela cruzada foi danificada. O castelo teria sido danificado em julho de 2013 por um ataque aéreo durante o Cerco de Homs, e mais uma vez em 18 de agosto foi claramente danificado, mas a quantidade de destruição é desconhecida. O Exército Árabe Sírio recapturou o castelo e a vila de Hocem das forças rebeldes em 20 de março de 2014. Desde então, tanto a UNESCO quanto o governo sírio produziram relatórios periódicos sobre o estado do local, exigiram medidas de reconstrução e conservação, e avanço nestes.

## Arquitetura

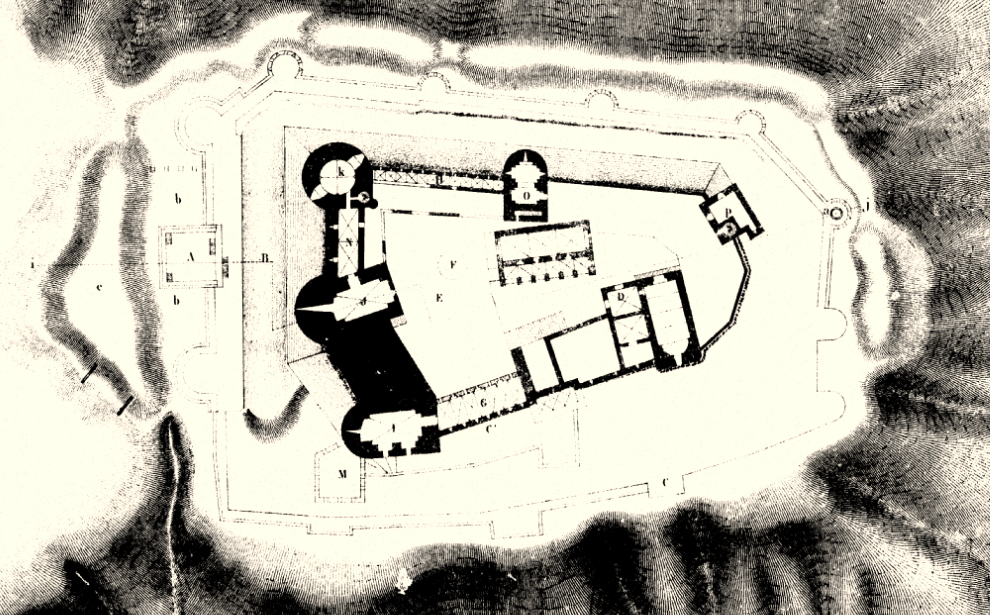
Plano da fortaleza por Guillaume Rey

Escrevendo no início do século XX, T. E. Lawrence, popularmente conhecido como Lawrence da Arábia, observou que a fortaleza era "talvez o castelo mais bem preservado e mais admirável do mundo, [um castelo que] forma um comentário apropriado sobre qualquer relato dos edifícios cruzados da Síria". Os castelos na Europa forneciam um alojamento senhorial aos seus proprietários e eram centros de administração; no Levante, a necessidade de defesa era primordial e refletia-se no desenho do castelo. Kennedy sugere que "O castelo cientificamente projetado como uma máquina de combate certamente alcançou seu apogeu em grandes edifícios como Margate e na Fortaleza dos Cavaleiros".
Pode ser classificado como castelo de espora, devido ao seu local, e após a expansão do século XIII, castelo concêntrico totalmente desenvolvido. Era semelhante em tamanho e disposição ao Forte de Jacó, castelo cruzado construído no fim da década de 1170. Margate também foi citado como o castelo irmão da Fortaleza dos Cavaleiros. O principal material de construção da Fortaleza dos Cavaleiros era o calcário; o revestimento de cantaria é tão fino que a argamassa é quase imperceptível. Do lado de fora da entrada havia um "subúrbio murado" conhecido como burgo, nenhum traço do qual permanecesse. Ao sul da ala externa havia uma obra exterior triangular e os cruzados poderiam ter planejado construir muros de pedra e torres ao redor dela. Não se sabe como foi defendido na época do cerco de 1271, embora tenha sido sugerido que estava cercado por uma paliçada de madeira.

### Ala interna

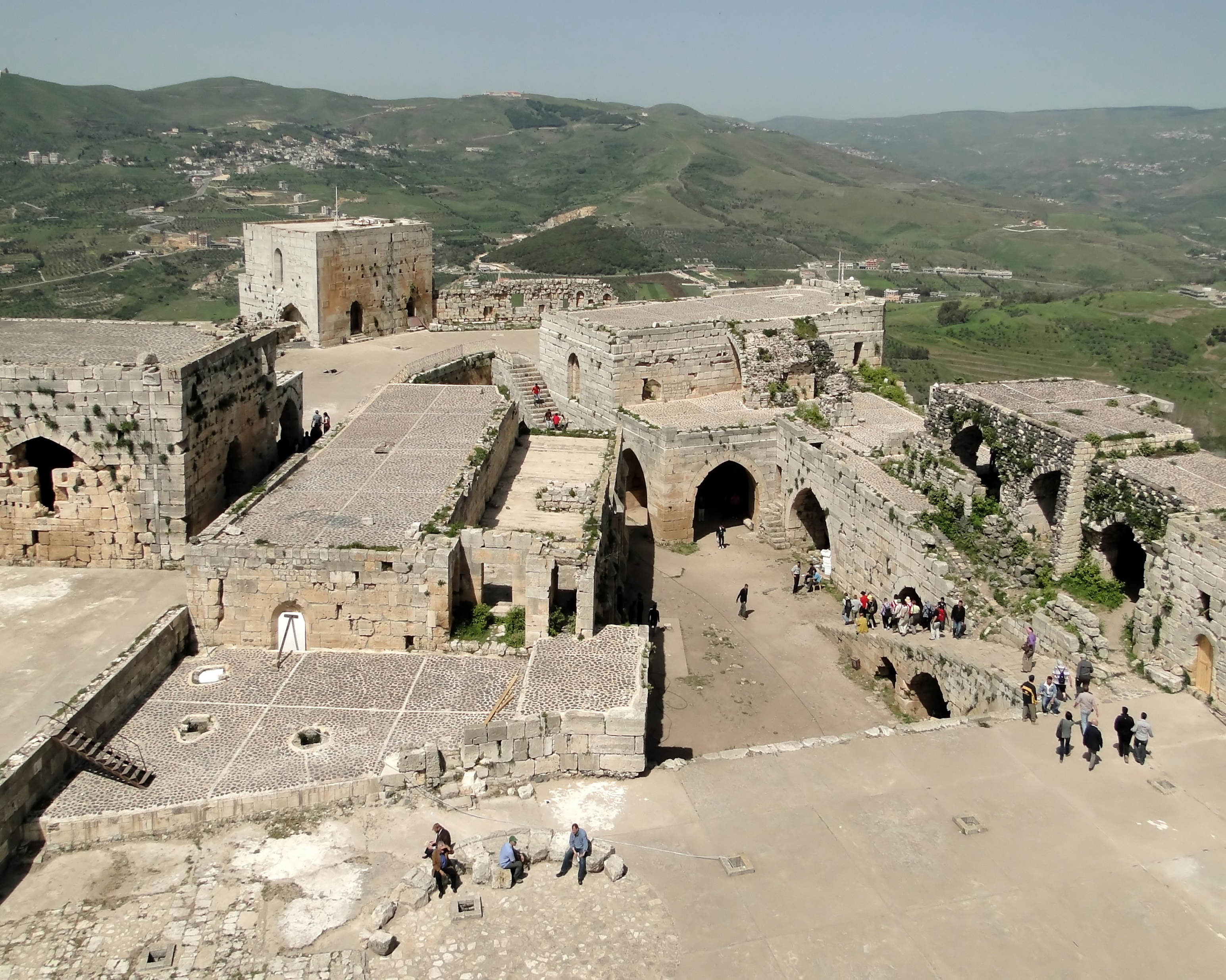
Ala interna vista do sul

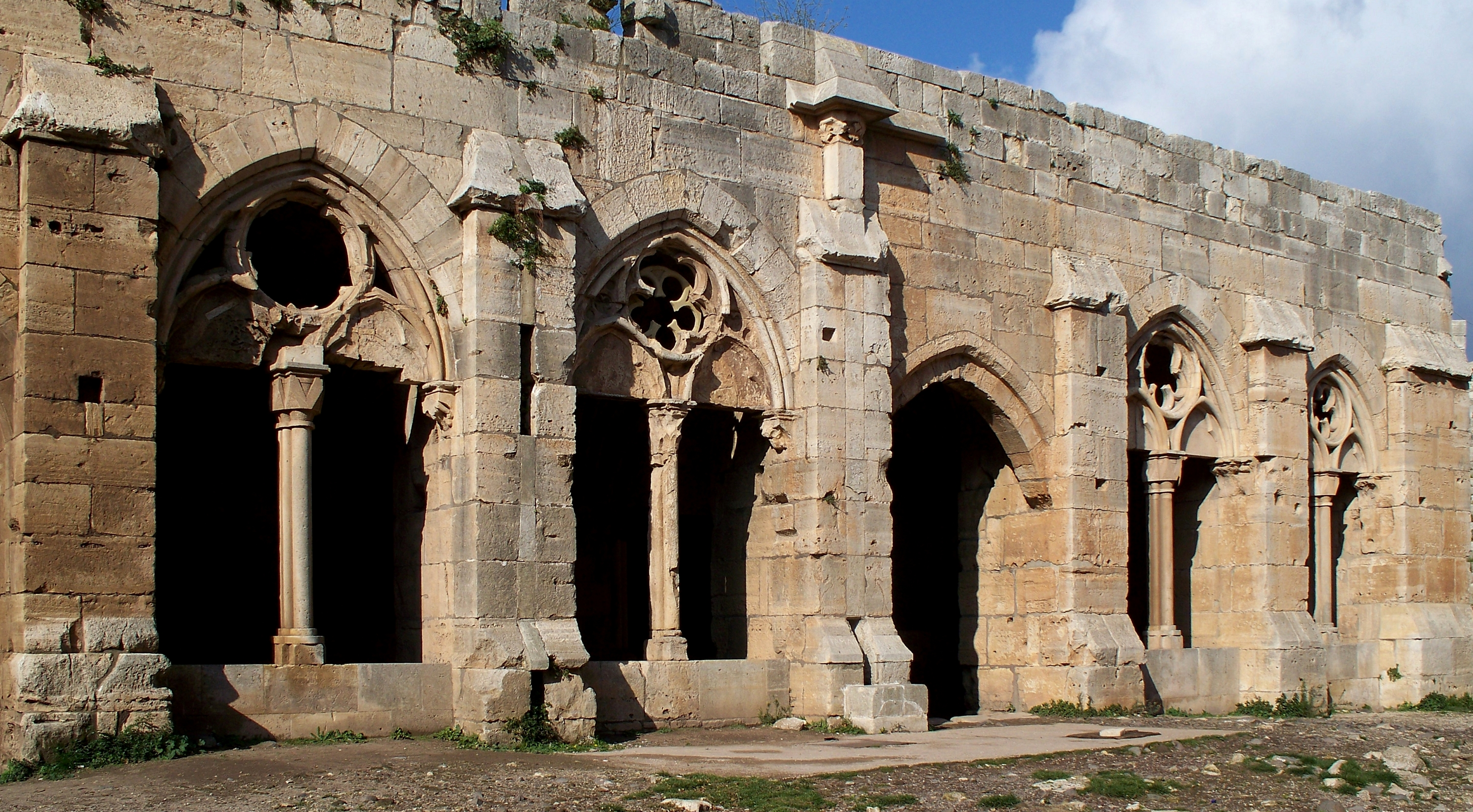
Salão dos cavaleiros em 2009

Entre 1142 e 1170, os hospitalários realizaram um programa de construção no local. Foi defendida por uma parede de cortina de pedra cravejada com torres quadradas que se projetavam ligeiramente. A entrada principal ficava entre duas torres no lado leste e havia um portão traseiro na torre noroeste. No centro havia uma ala cercada por câmaras abobadadas. A configuração do solo ditava sua forma irregular. Um local com defesas naturais era um local típico para castelos cruzados e as encostas íngremes forneceram à Fortaleza dos Cavaleiros defesas por todos os lados, onde suas defesas estavam concentradas. Esta fase do edifício foi incorporada na construção posterior.
Quando a fortaleza foi remodelado no século XIII, novas muralhas em torno da ala interna foram construídas. Seguiram as muralhas anteriores, com um estreito espaço entre eles no oeste e no sul, que se transformou em uma galeria de onde os defensores podiam lançar projéteis. Nesta área, as muralhas eram apoiadas por um glacis de inclinação acentuada que fornecia proteção adicional contra armas de cerco e terremotos. Quatro grandes torres redondas projetam-se verticalmente das geleiras; foram usadas como alojamento para os cavaleiros da guarnição, cerca de 60 no auge. A torre sudoeste foi projetada para abrigar os aposentos do grão-mestre. Apesar das defesas que antigamente atingiam as muralhas das divisões internas não sobrevivessem mais na maioria dos lugares, parece que não se estenderam por todo o circuito. Mata-cães estavam ausentes na face sul. A área entre a ala interna e as muralhas externas era estreita e não era usada para acomodação. No leste, onde as defesas eram mais fracas, havia uma cisterna aberta preenchida por um aqueduto. Ela agia tanto como fosso quanto suprimento de água.
No extremo norte da ala menor há uma capela e no extremo sul há uma esplanada. A esplanada é erguida acima do resto do pátio; a área abobadada abaixo daria armazenamento e poderia ter funcionado como abrigo e abrigo de projéteis. O forro a oeste do pátio é o salão dos cavaleiros. Embora provavelmente erigido pela primeira vez no século XII, o interior remonta à remodelação do século XIII. A traceria e delicada decoração são exemplos sofisticados da arquitetura gótica, provavelmente datada da década de 1230.

### Capela

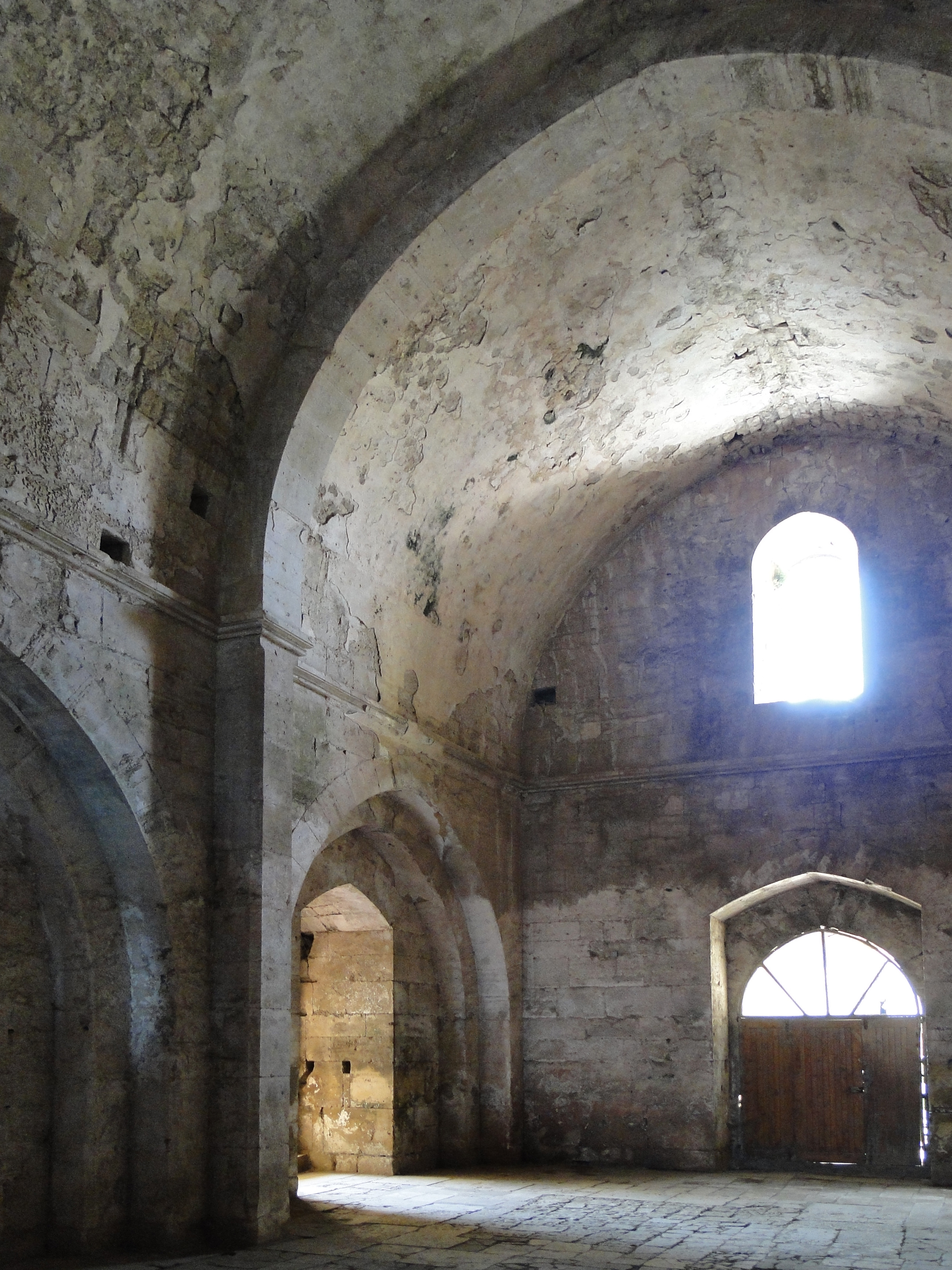
extremo oeste da capela

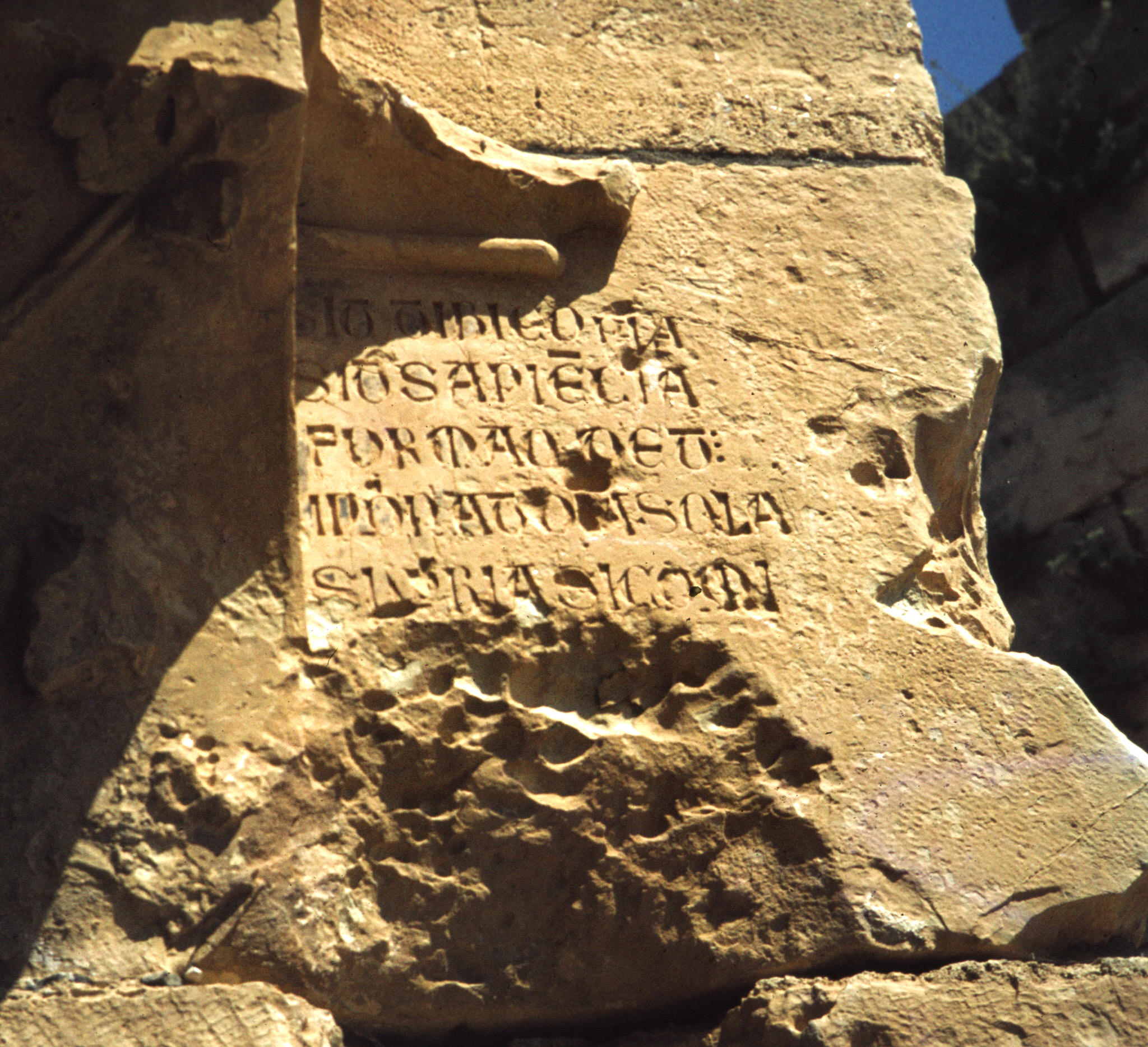
Sit tibi copia, sit sapientia, formaque detur; Inquinat omnia sola superbia, si comitetur.
Tradução: "Pode ter generosidade, sabedoria e ser concedido beleza; só o orgulho contamina [todas estas coisas] se estiver comprometido."

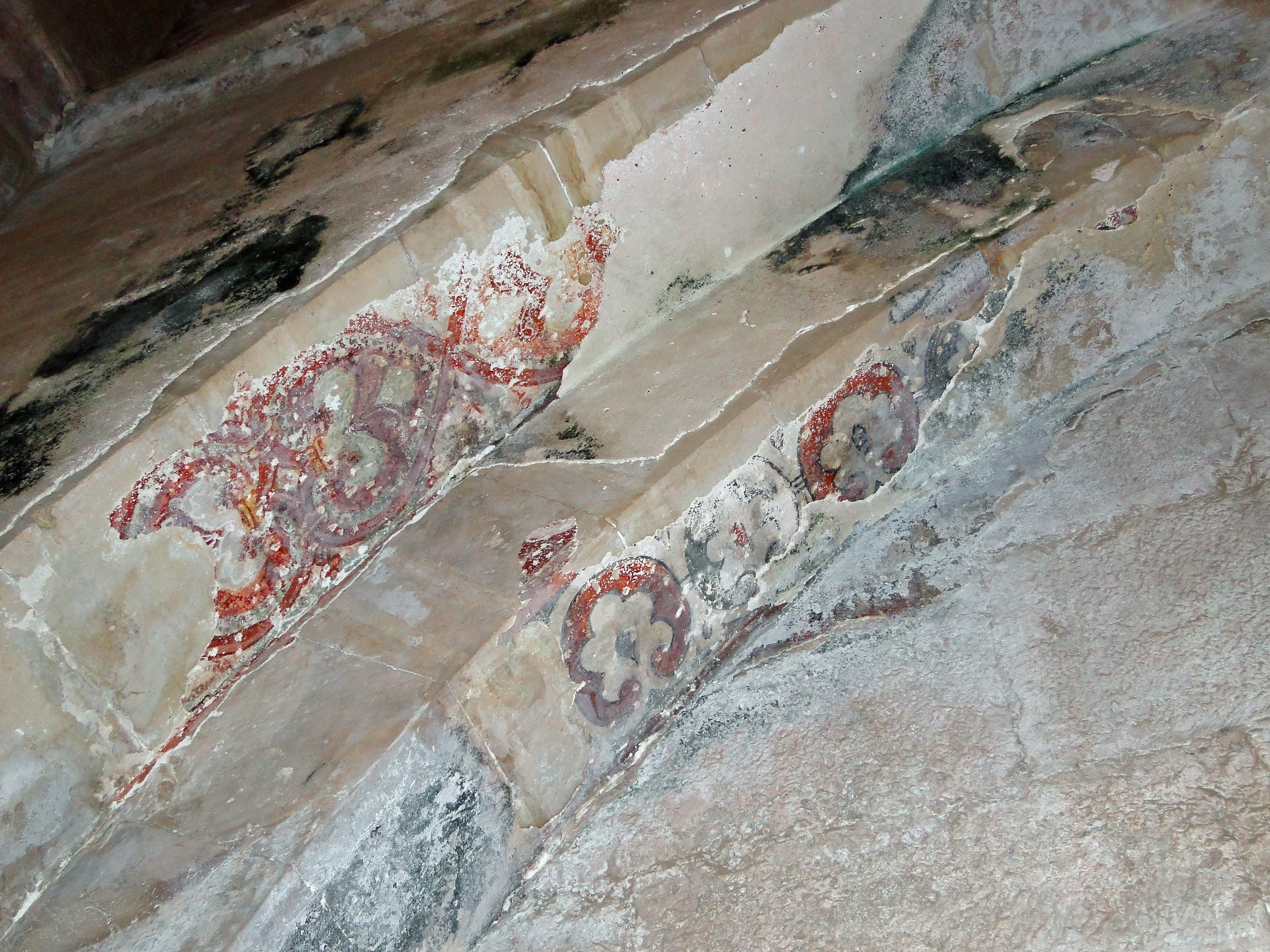
Restos de afrescos na capela

A atual capela provavelmente foi construída para substituir a destruída por um terremoto em 1170. Somente a extremidade leste da capela original, que abrigava a abside, e uma pequena parte da parede sul sobrevivem. A capela posterior tinha uma abóbada de berço e uma abside descomplicada; seu desenho teria sido considerado fora de moda pelos padrões contemporâneos na França, mas tem semelhanças com o que foi construído por volta de 1186 em Margate. Foi dividido em três vãos aproximadamente iguais. Uma cornija flui ao redor da capela no ponto em que a abóbada termina e a parede começa. Orientada aproximadamente de leste a oeste, tinha 21,5 metros de comprimento e 8,5 metros de largura, com a entrada principal a oeste e a segunda menor na parede norte. Ao ser remodelada no início do século XIII, a entrada foi transferida à parede sul. A capela era iluminada por janelas acima da cornija, uma na extremidade oeste, uma de cada lado do vão leste e outra no lado sul do vão central, e a abside no extremo leste tinha grande janela. Em 1935, uma segunda capela foi descoberta do lado de fora da entrada principal, no entanto, não sobrevive mais.

### Ala externa
A segunda fase de construção começou no início do século XIII e durou décadas. As muralhas externas foram construídas na última grande construção do local, emprestando à Fortaleza dos Cavaleiros sua aparência atual. Com 9 metros de altura, o circuito externo tinha torres muito projetadas da muralha. Enquanto as torres da ala interna tinham um plano quadrado e não projetavam muito além da muralha, as torres das muralhas externas do século XIII eram arredondadas. Este projeto era novo e até mesmo os castelos templários coetâneos não tinham torres arredondadas. A técnica foi desenvolvida em Castelo Forte na Normandia, França, pelo rei Ricardo I (r. 1189–1199) entre 1196 e 1198. A extensão para o sudeste é de menor qualidade que o resto do circuito e foi construída em uma data desconhecida. Provavelmente, por volta de 1250, uma poterna foi adicionada à muralha norte.
Seteiras nas muralhas e torres foram distribuídas para minimizar a quantidade de terra morta ao redor do castelo. Mata-cães coroavam as muralhas, oferecendo aos defensores maneira de lançar projéteis nos inimigos ao pé da muralha. Eram tão apertados que arqueiros teriam que se agachar dentro deles. Os mata-cães eram incomuns: eram mais complexos do que os de Saône ou Margate e não havia características comparáveis entre os castelos cruzados. No entanto, tinham semelhanças com o trabalho muçulmano, como as defesas contemporâneas na cidadela de Alepo. Não está claro qual lado imitou o outro, pois a data em que foram adicionados é incerta, mas dá evidências à difusão de ideias militares entre os exércitos muçulmano e cristão. Essas defesas foram acessadas por um adarve. Na opinião do historiador Hugh Kennedy, as defesas da muralha externa eram "as mais elaboradas e desenvolvidas em qualquer parte do leste latino [...] toda a estrutura é uma máquina de luta brilhantemente projetada e soberbamente construída".
Quando as muralhas externas foram construídas no século XIII, a entrada principal foi reforçada. Corredor abobadado conduzia para cima a partir do portão externo no nordeste. O corredor fez uma curva ao longo do seu comprimento, tornando-se um exemplo de entrada dobrada. Entradas dobradas eram uma inovação bizantina, mas a Fortaleza dos Cavaleiros era um exemplo particularmente complexo. Estendia-se por 137 metros, e ao longo de seu comprimento havia buracos assassinos que permitiam aos defensores atacarem os atacantes com projéteis. Qualquer um que fosse em frente, em vez de seguir a curva fechada, emergiria na área entre os dois circuitos de muralhas. Para acessar a ala interna, a passagem tinha que ser seguida.

## Afrescos
Apesar de seu caráter predominantemente militar, é um dos poucos locais onde a arte cruzada (em forma de afrescos) foi preservada. Em 1935, 1955 e 1978, afrescos medievais foram descobertos dentro dela depois que o gesso e lavagem branca posteriores caíram. Os afrescos foram pintados no interior e exterior da capela-mor e a capela do lado de fora da entrada principal, que já não sobrevive. Escrevendo em 1982, o historiador Jaroslav Folda observou que na época havia pouca investigação sobre afrescos cruzados que fornecessem uma comparação para os restos fragmentários encontrados na fortaleza. Aqueles na capela foram pintados na alvenaria da reconstrução de 1170 a 1202. Mofo, fumaça e umidade tornaram difícil preservar os afrescos. A natureza fragmentária dos afrescos vermelhos e azuis dentro da capela significa que são difíceis de avaliar. Aquele no exterior da capela representava a Apresentação de Jesus no Templo.